# 月刊 アニ愛でるTV!
『月刊 アニ愛でるTV!』（げっかん あにめでる ティービー）は、2016年5月10日から2019年11月26日までKawaiian TV（現BSよしもと）で放送されていた。バラエティ番組。
2016年1月の特番内のコーナーから独立する形で、2016年5月から2017年5月18日までは『Kawaiian TV 二次元同好会』という番組名で不定期に行われていた。
2017年6月6日からは番組名が『月刊 アニ愛でるTV!』（番組ロゴは『"二次元同好会"改め月刊 アニ愛でるTV!』）に変更され、月に1回の放送に変更された。

## 概要
Kawaiian TVに出演しているアイドルグループのメンバーの内、マンガ・ゲーム(いわゆる二次元)を趣味に持つ者が、番組内で自分の好きな作品や作中人物について語り合う番組。通常出演者はアイドルの衣装での出演であるが、回によっては、出演者全員がコスプレを行い出演する「コスプレ回」も何度か行われた。
「アメトーーク!」などのトーク番組で特定の漫画作品について語られる場合、極力作品を知らない人に配慮し説明が行われるが、この番組では出演者が作品および作中の登場人物について熱く語るという事が最優先となっている為、作品について詳しくない出演者がいた場合に困惑してしまうといった状況が度々発生している。
また番組内で作中の登場人物に対しての想いを手紙を綴り、自ら朗読するというコーナーが設けられている。
ニコニコチャンネル「Kawaiian TV for ニコニコ」でも生放送されており、コメント機能も利用可能となっている。
また、Twitterのハッシュタグ「#アニ愛でる」で出演メンバーにリアルタイムでメッセージを送る事が可能。
ひかりTVのチャンネル「Kawaiian for ひかりTV4K」では4K画質放送が行われている。
またひかりTV・ｄTVチャンネルでは番組終了後に「月刊 アニ愛でるTV!plus」として30分の延長放送が行われる。「月刊 アニ愛でるTV!」に番組名変更後は「plus」も含めて見逃し配信が行なわれている。

## 番組外の活動
2018年3月より、音声プラットフォームアプリHimalayaでのラジオ配信「アニ愛でるRadio」の配信を開始。
2018年3月14日 「アイドルだらけの真剣“生”勝負！」(dTVチャンネル) にアニ愛でるチームとして井尻晏菜、西山野園美、青山ひかるの3名が参加した。
2018年6月9日 タイのバンコクで開催された 「ASIA COMIC CON 2018」に「アニ愛でるTV！」としてレギュラーメンバーが出演した。
2018年10月より、KawaiianTVのYoutubeチャンネルにて第二弾スピンオフ番組として「アニ愛でるラジオ」の配信を開始。
2018年12月25日 「アニ愛でるLIVE　～放送はしません！来ないとソンソン！だって次いつやるかわかんないよ！アニソン絶唱LIVE！～」(よしもと∞ホール)を開催。
2019年8月27日 「アニ愛でるLIVE!リベンジ〜アニ愛でる学園軽音部"終わらない夏休みエモエモです！"の巻」(よしもと∞ホール)を開催。
2019年11月22日 東京コミコン2019 に「アニ愛でるLIVE」として出演し、トークとライブを披露した。
2019年11月29日 KawaiianTV のサービス終了に伴い最終回となったが、アニ愛でるメンバーでの活動は続けられることが発表され、アニ愛でる公式Twitterアカウントも開始された。
2019年12月15日 東京サマーランドにてアイドル対バンライブ「サマランiDOL FES」に出演。
2019年12月28日-31日 コミックマーケット97 の企業ブースの「Coprte」ブースで「出張！アニ愛でる学園」としてトークライブを行った。

## 出演者

### レギュラー
2名とも2015年2月26日に放送された番組「※AKB調べ」の「AKBガチオタセブン」にランクインした。
- 井尻晏菜(NMB48) - 二次元同好会部長。手紙を朗読するコーナーで、作中人物に対する想いが強いあまり[注 1]、朗読中に泣いてしまう事が多い。
- 三田麻央(元NMB48) - 二次元同好会副部長。別番組(「AKB48の今夜はお泊まりッ」)も含め、「銀魂」の作中人物「沖田総悟」に対する想いを何度も語っている。

### 主なゲスト(二次元同好会)
- 井上聡(次長課長) - 特別顧問。「モンスターハンタークロス」をレクチャーするために第1回放送でのみ出演。
- 高見奈央(ベイビーレイズJAPAN) - どちらかといえばマンガよりゲーム好き。2016年8月20日の放送で不気味すぎる「ファイナルファンタジーX」のユウナのイラストを披露し、他の出演者を騒然とさせた。
- 増田みなみ(スルースキルズ) - タモリに憧れてるという理由で常にサングラスを着用している。

### 主な出演者(月刊 アニ愛でるTV!)
継続して行われているコーナー「我を解放し二次元に召喚せよ!」の関係もあり、出演者はほぼ固定されている。
- 橘莉子(Shine Fine Movement→charm*charm)
- 清水ひまわり(マジカル・パンチライン)
- 西山野園美(元Parfait)
- ami(Jewel)
- 青山ひかる(sherbet)
- 高橋えのぐ（2018年3月「高橋結希」から改名）
- 一ノ瀬みか(神宿) - 2019年5月 番組を卒業
- 篠崎こころ - #21より参戦
- 火将ロシエル - #21より参戦
- 空野青空 - #26より参戦

## 主なコーナー
推しキャラ発表
一つの作品に対して、自分の推しキャラ(好きな作中人物)を発表するコーナー。そのキャラ宛に書いた手紙を朗読するコーナーが行われていることもある。
名シーン、名セリフ発表
出演者が各回ごとのテーマに沿った自分の好きな名シーン、名セリフを発表するコーナー。作品は問わない。「月刊 アニ愛でるTV!」ではこちらがよく行われる。
AKB48公式音ゲー
スマートフォン向けゲーム「AKB48グループ ついに公式音ゲーでました。」の紹介。
アニソン イントロ カラオケ クイズ
アニソンのイントロクイズ。ひかりTV「plus」開始後はその中でこのコーナーが行われている。
黒歴史トーク
思春期に出演者が行っていた恥ずかしい言動(いわゆる中二病)をカミングアウト。
我を解放し二次元に召喚せよ!
後述。
月刊 オタ活勉強会!
ひかりTV「plus」で行われているコーナー。出演者が漫画家芸人の高橋えのぐ漫画の描き方やペイントソフトのCLIP STUDIO PAINTの使い方を教わる。

## 「我を解放し二次元に召喚せよ!」コーナー

### コーナー概要
出演者が各自好きな設定の架空作品の登場人物を妄想したものを発表。出演者全員の妄想人物が集結した作品を更に妄想し合う。「月刊 アニ愛でるTV!」第2回から継続して行われている。
同じKawaiian TVで放送されている番組「声優☆養成所 サタラ〜ナ!」とのコラボ企画も行われた。
第7回からのコーナー名には「我ヲ解放シ二次元ニ召喚セヨ!」と振り仮名がカタカナ表記に変更されている。
第26回からコーナー名が「我ヲ解放シ二次元ニ解放セヨ」と変更され、タイトルロゴも作成された。

### あらすじ
それぞれの登場人物に複雑な過去があり、世界の片隅に謎のダンジョンが存在する話を聞きつけて各自ダンジョンに入り、そこで他のキャラクターと出会い、パーティーを組みダンジョンを進むことになる。
ダンジョンは複数の階層で構成されている。各階層ごとに時空間が異なり、階層1つずつが登場人物の1人と結びつき、その人物の過去が明らかになる(ゲーム「ライブ・ア・ライブ」に似た構造)。

### 登場人物設定
「我を解放し二次元に召喚せよ!」コーナーの各登場人物設定。「HUNTER×HUNTER」や「とある魔術の禁書目録」などの作品でよく見かける、作中人物が特殊能力を持っている。
| 「我を解放し二次元に召喚せよ!」登場人物設定 | 「我を解放し二次元に召喚せよ!」登場人物設定 | 「我を解放し二次元に召喚せよ!」登場人物設定                                                                              | 「我を解放し二次元に召喚せよ!」登場人物設定                                                               | 「我を解放し二次元に召喚せよ!」登場人物設定                                         |
| 出演者                                      | キャラ名                                    | キャラ概要 | ダンジョンに入る理由                                                                                      | 特殊能力                                                                            |
| ------------------------------------------- | ------------------------------------------- | --- | --- | ----------------------------------------------------------------------------------- |
| 井尻晏菜 (NMB48)                            | エチェ                                      | 黒髪の美女。赤い瞳。普段はクール。 奴隷だったが貴族に引き取られた。                                                      | 貴族である里親がエチェの婚約者(フランシス)に殺され、 フランシスがダンジョンに逃げたのを追いかけて入った。 |                                                                                     |
| 三田麻央 (NMB48)                            | アデル ナデル                               | 双子。生まれた地方の風習で双子が忌み嫌われていたため、 弟のナデルが幽閉されていたが、偶然兄のアデルが弟を見つける。      | |                                                                                     |
| 一ノ瀬みか (神宿)                           | アキエム・ルーネ                            | 見た目は8歳だが、実際は何万歳。 一つ目のウサギを連れている。ウサギと出逢ってから成長が止まった。                         | 母親が追放されたのを探しにいく                                                                            | 異世界を行き来することができる。 魔法陣を使った召喚ができる。                       |
| 青山ひかる (sherbet)                        | ライ                                        | 眼帯をした少女。サモンナイト4のリシェルをイメージ。 親からあまり教育を受けていない為、あまりうまくしゃべる事ができない。 | | 二丁拳銃を武器で使いこなす。                                                        |
| 橘莉子 (seeDream)                           | 天地つばさ                                  | 天使と悪魔のハーフ。普段は女子高生である。                                                                               | ダンジョン内にある「時の花」を入手し、 裁判で死刑になった両親を助ける為。                                 | 天使形態・悪魔形態に変わることができる。 天使形態の時は仲間を回復することができる。 |
| 清水ひまわり (マジカル・パンチライン)       | 翡翠                                        | 普段は女子高生の殺し屋。 両親が腕利きの殺し屋に殺されるが、その男にその後育てられ、殺し屋を引き継ぐ。                    | 師匠である元殺し屋の情報屋からの任務。                                                                    | 自分の体よりも大きな剣を操る。                                                      |
| 西山野園美 (Parfait)                        | クロナ                                      | 金髪碧眼の少年 王家の娘に生まれるが、男の子として育てられた。                                                            | |                                                                                     |
| ami (J☆Dee'Z)                               | スイ                                        | アルビノ。透き通るような白い肌と赤い瞳持った美女。 しゃべるのが苦手だが、少しずつ打ち解けていく。                        | |                                                                                     |
| 松脇朱里 (Ange☆Reve)                        |                                             | ピンク色の髪と瞳を持った少女。 イケメンアイドルのマネージャーになりたい願望がある。                                      | |                                                                                     |

## 放送日程
特番では各自が好きな作品の登場人物を語る。通常回では一つの作品に対して語る。

### Kawaiian TV 二次元同好会
| 「二次元同好会」 放送日程 | 「二次元同好会」 放送日程 | 「二次元同好会」 放送日程                                                                                             | 「二次元同好会」 放送日程                | 「二次元同好会」 放送日程                          | 「二次元同好会」 放送日程 |
| 回                        | 放送日                    | 出演者 | 作品名                                   | 推しキャラ                                         | 概要 |
| ------------------------- | ------------------------- | --- | ---------------------------------------- | -------------------------------------------------- | --- |
| SP                        | 2016年 1月5日（火）       | 井尻晏菜 (NMB48) | 隠の王                                   | 宵風                                               | 特番「新春Kawaiian!アイドルごちゃまぜSP 2016」 内で 「新春アニメ・ゲーム討論会」のコーナーが行われ、 井尻が『隠の王』の登場人物「宵風」に対しての想いを書いた自筆の手紙を自分で読み、 感極まって涙した。 この後に単独の番組「二次元同好会」となる。                                                                                             |
| SP                        | 2016年 1月5日（火）       | 三田麻央 (NMB48) | 銀魂                                     | 沖田総悟                                           | 特番「新春Kawaiian!アイドルごちゃまぜSP 2016」 内で 「新春アニメ・ゲーム討論会」のコーナーが行われ、 井尻が『隠の王』の登場人物「宵風」に対しての想いを書いた自筆の手紙を自分で読み、 感極まって涙した。 この後に単独の番組「二次元同好会」となる。                                                                                             |
| SP                        | 2016年 1月5日（火）       | 根岸愛 (PASSPO☆) | テイルズ オブ シンフォニア               | ロイド                                             | 特番「新春Kawaiian!アイドルごちゃまぜSP 2016」 内で 「新春アニメ・ゲーム討論会」のコーナーが行われ、 井尻が『隠の王』の登場人物「宵風」に対しての想いを書いた自筆の手紙を自分で読み、 感極まって涙した。 この後に単独の番組「二次元同好会」となる。                                                                                             |
| SP                        | 2016年 1月5日（火）       | 野田怜奈 (GALETTe) | 家庭教師ヒットマンREBORN!                | 山本武                                             | 特番「新春Kawaiian!アイドルごちゃまぜSP 2016」 内で 「新春アニメ・ゲーム討論会」のコーナーが行われ、 井尻が『隠の王』の登場人物「宵風」に対しての想いを書いた自筆の手紙を自分で読み、 感極まって涙した。 この後に単独の番組「二次元同好会」となる。                                                                                             |
| SP                        | 2016年 1月5日（火）       | 高坂夏乃 (ユメノカケラ)                                                                                               | ポケットモンスター                       | サトシ(主人公)                                     | 特番「新春Kawaiian!アイドルごちゃまぜSP 2016」 内で 「新春アニメ・ゲーム討論会」のコーナーが行われ、 井尻が『隠の王』の登場人物「宵風」に対しての想いを書いた自筆の手紙を自分で読み、 感極まって涙した。 この後に単独の番組「二次元同好会」となる。                                                                                             |
| 1                         | 2016年 5月10日（火）      | 井尻晏菜 | 銀魂                                     | 神威                                               | 銀魂を愛してやまない4名が他の出演者に魅力を伝えるという主旨でおこなわれたが、 4名のうち3名が同じ「沖田総悟」が好きということもあり、 進行役の三田が他の沖田愛好家の話を聞く度に興奮したため、 井上ほかの銀魂に詳しくない出演者は銀魂ファンとの温度差が大きさに戸惑うという結果になった。                                                        |
| 1                         | 2016年 5月10日（火）      | 三田麻央 | 銀魂                                     | 沖田総悟                                           | 銀魂を愛してやまない4名が他の出演者に魅力を伝えるという主旨でおこなわれたが、 4名のうち3名が同じ「沖田総悟」が好きということもあり、 進行役の三田が他の沖田愛好家の話を聞く度に興奮したため、 井上ほかの銀魂に詳しくない出演者は銀魂ファンとの温度差が大きさに戸惑うという結果になった。                                                        |
| 1                         | 2016年 5月10日（火）      | 野田怜奈 | 銀魂                                     | 沖田総悟                                           | 銀魂を愛してやまない4名が他の出演者に魅力を伝えるという主旨でおこなわれたが、 4名のうち3名が同じ「沖田総悟」が好きということもあり、 進行役の三田が他の沖田愛好家の話を聞く度に興奮したため、 井上ほかの銀魂に詳しくない出演者は銀魂ファンとの温度差が大きさに戸惑うという結果になった。                                                        |
| 1                         | 2016年 5月10日（火）      | 小泉遥 (Doll☆Elements)                                                                                                | 銀魂                                     | 沖田総悟                                           | 銀魂を愛してやまない4名が他の出演者に魅力を伝えるという主旨でおこなわれたが、 4名のうち3名が同じ「沖田総悟」が好きということもあり、 進行役の三田が他の沖田愛好家の話を聞く度に興奮したため、 井上ほかの銀魂に詳しくない出演者は銀魂ファンとの温度差が大きさに戸惑うという結果になった。                                                        |
| 1                         | 2016年 5月10日（火）      | 高見奈央 (ベイビーレイズJAPAN)                                                                                        | モンスターハンタークロス                 | -                                                  | モンハンプレイ経験はあるものの、協力プレイの経験が少ない 高坂、増田、高見の3名が番組視聴者との協力プレイを行う。 モンハンを熟知した井上のアドバイスのおかげもあり、3名とも無事にクエストをクリア。 |
| 1                         | 2016年 5月10日（火）      | 増田みなみ (スルースキルズ)                                                                                           | モンスターハンタークロス                 | -                                                  | モンハンプレイ経験はあるものの、協力プレイの経験が少ない 高坂、増田、高見の3名が番組視聴者との協力プレイを行う。 モンハンを熟知した井上のアドバイスのおかげもあり、3名とも無事にクエストをクリア。 |
| 1                         | 2016年 5月10日（火）      | 高坂夏乃 | モンスターハンタークロス                 | -                                                  | モンハンプレイ経験はあるものの、協力プレイの経験が少ない 高坂、増田、高見の3名が番組視聴者との協力プレイを行う。 モンハンを熟知した井上のアドバイスのおかげもあり、3名とも無事にクエストをクリア。 |
| 1                         | 2016年 5月10日（火）      | 井上聡 (次長課長) | モンスターハンタークロス                 | -                                                  | モンハンプレイ経験はあるものの、協力プレイの経験が少ない 高坂、増田、高見の3名が番組視聴者との協力プレイを行う。 モンハンを熟知した井上のアドバイスのおかげもあり、3名とも無事にクエストをクリア。 |
| 2                         | 2016年 6月21日（火）      | 井尻晏菜 | おそ松さん                               | おそ松                                             | 作中で6つ子全員がニートであるがもし仮に 「6つ子が職に就いた場合、適職は何かを 各自が妄想して語り合う「6つ子の職業妄想トーク!」が行われた。 |
| 2                         | 2016年 6月21日（火）      | 三田麻央 | おそ松さん                               | 十四松                                             | 作中で6つ子全員がニートであるがもし仮に 「6つ子が職に就いた場合、適職は何かを 各自が妄想して語り合う「6つ子の職業妄想トーク!」が行われた。 |
| 2                         | 2016年 6月21日（火）      | 小泉遥 | おそ松さん                               | チョロ松                                           | 作中で6つ子全員がニートであるがもし仮に 「6つ子が職に就いた場合、適職は何かを 各自が妄想して語り合う「6つ子の職業妄想トーク!」が行われた。 |
| 2                         | 2016年 6月21日（火）      | 権田夏海 (Doll☆Elements)                                                                                              | おそ松さん                               | 十四松                                             | 作中で6つ子全員がニートであるがもし仮に 「6つ子が職に就いた場合、適職は何かを 各自が妄想して語り合う「6つ子の職業妄想トーク!」が行われた。 |
| 2                         | 2016年 6月21日（火）      | 鶴見萌 (虹のコンキスタドール)                                                                                         | おそ松さん                               | 一松                                               | 作中で6つ子全員がニートであるがもし仮に 「6つ子が職に就いた場合、適職は何かを 各自が妄想して語り合う「6つ子の職業妄想トーク!」が行われた。 |
| 3                         | 2016年 7月27日（水）      | 井尻晏菜 | HUNTER×HUNTER                            | クラピカ                                           | 作中人物が使用している能力がもし使えたとしたら 何を使いたいかを語り合う「盗賊の極意(スキルハンター)トーク」と、 作中人物が全員学生だとしたら生徒会長などの役職は 誰が適任かを各自が妄想して語り合う 「HUNTER×HUNTER 学園妄想トーク」が行われた。 井尻の手紙は「メルエム(キメラアント王)」と「コムギ」宛を朗読。                                 |
| 3                         | 2016年 7月27日（水）      | 三田麻央 | HUNTER×HUNTER                            | キルア                                             | 作中人物が使用している能力がもし使えたとしたら 何を使いたいかを語り合う「盗賊の極意(スキルハンター)トーク」と、 作中人物が全員学生だとしたら生徒会長などの役職は 誰が適任かを各自が妄想して語り合う 「HUNTER×HUNTER 学園妄想トーク」が行われた。 井尻の手紙は「メルエム(キメラアント王)」と「コムギ」宛を朗読。                                 |
| 3                         | 2016年 7月27日（水）      | 安藤咲桜 (つりビット)                                                                                                 | HUNTER×HUNTER                            | キルア                                             | 作中人物が使用している能力がもし使えたとしたら 何を使いたいかを語り合う「盗賊の極意(スキルハンター)トーク」と、 作中人物が全員学生だとしたら生徒会長などの役職は 誰が適任かを各自が妄想して語り合う 「HUNTER×HUNTER 学園妄想トーク」が行われた。 井尻の手紙は「メルエム(キメラアント王)」と「コムギ」宛を朗読。                                 |
| 3                         | 2016年 7月27日（水）      | 野田怜奈 | HUNTER×HUNTER                            | クラピカ                                           | 作中人物が使用している能力がもし使えたとしたら 何を使いたいかを語り合う「盗賊の極意(スキルハンター)トーク」と、 作中人物が全員学生だとしたら生徒会長などの役職は 誰が適任かを各自が妄想して語り合う 「HUNTER×HUNTER 学園妄想トーク」が行われた。 井尻の手紙は「メルエム(キメラアント王)」と「コムギ」宛を朗読。                                 |
| 3                         | 2016年 7月27日（水）      | 増田みなみ | HUNTER×HUNTER                            | ヒソカ                                             | 作中人物が使用している能力がもし使えたとしたら 何を使いたいかを語り合う「盗賊の極意(スキルハンター)トーク」と、 作中人物が全員学生だとしたら生徒会長などの役職は 誰が適任かを各自が妄想して語り合う 「HUNTER×HUNTER 学園妄想トーク」が行われた。 井尻の手紙は「メルエム(キメラアント王)」と「コムギ」宛を朗読。                                 |
| 3                         | 2016年 7月27日（水）      | 榎るか (さくらシンデレラ)                                                                                             | HUNTER×HUNTER                            | ゴン                                               | 作中人物が使用している能力がもし使えたとしたら 何を使いたいかを語り合う「盗賊の極意(スキルハンター)トーク」と、 作中人物が全員学生だとしたら生徒会長などの役職は 誰が適任かを各自が妄想して語り合う 「HUNTER×HUNTER 学園妄想トーク」が行われた。 井尻の手紙は「メルエム(キメラアント王)」と「コムギ」宛を朗読。                                 |
| SP                        | 2016年 8月20日（土）      | 井尻晏菜 | 曇天に笑う                               | 金城白子                                           | 「PASSPO☆ ジャンボじぇっTV 25時間フライトSP!!」 内での放送。 普段は衣装などでの出演だが、この日は部屋着での出演。(三田はパンダの着ぐるみ風パジャマ) 「アニソン イントロ カラオケ クイズ」が行われる。(優勝は三田) 出演者を代表して井尻が自筆の手紙を涙ながらに朗読。 事情のよくわからない増井とそれにつられた根岸は笑いを堪えるのに必死だった。 |
| SP                        | 2016年 8月20日（土）      | 井尻晏菜 | D.Gray-man                               | リナリー・リー                                     | 「PASSPO☆ ジャンボじぇっTV 25時間フライトSP!!」 内での放送。 普段は衣装などでの出演だが、この日は部屋着での出演。(三田はパンダの着ぐるみ風パジャマ) 「アニソン イントロ カラオケ クイズ」が行われる。(優勝は三田) 出演者を代表して井尻が自筆の手紙を涙ながらに朗読。 事情のよくわからない増井とそれにつられた根岸は笑いを堪えるのに必死だった。 |
| SP                        | 2016年 8月20日（土）      | 三田麻央 | アイドリッシュセブン                     | 逢坂壮五                                           | 「PASSPO☆ ジャンボじぇっTV 25時間フライトSP!!」 内での放送。 普段は衣装などでの出演だが、この日は部屋着での出演。(三田はパンダの着ぐるみ風パジャマ) 「アニソン イントロ カラオケ クイズ」が行われる。(優勝は三田) 出演者を代表して井尻が自筆の手紙を涙ながらに朗読。 事情のよくわからない増井とそれにつられた根岸は笑いを堪えるのに必死だった。 |
| SP                        | 2016年 8月20日（土）      | 根岸愛 | テイルズ オブ ジ アビス                  | ルーク                                             | 「PASSPO☆ ジャンボじぇっTV 25時間フライトSP!!」 内での放送。 普段は衣装などでの出演だが、この日は部屋着での出演。(三田はパンダの着ぐるみ風パジャマ) 「アニソン イントロ カラオケ クイズ」が行われる。(優勝は三田) 出演者を代表して井尻が自筆の手紙を涙ながらに朗読。 事情のよくわからない増井とそれにつられた根岸は笑いを堪えるのに必死だった。 |
| SP                        | 2016年 8月20日（土）      | 増井みお (PASSPO☆) | バッカーノ!                              | クレア・スタンフィールド                           | 「PASSPO☆ ジャンボじぇっTV 25時間フライトSP!!」 内での放送。 普段は衣装などでの出演だが、この日は部屋着での出演。(三田はパンダの着ぐるみ風パジャマ) 「アニソン イントロ カラオケ クイズ」が行われる。(優勝は三田) 出演者を代表して井尻が自筆の手紙を涙ながらに朗読。 事情のよくわからない増井とそれにつられた根岸は笑いを堪えるのに必死だった。 |
| SP                        | 2016年 8月20日（土）      | 高見奈央 | ファイナルファンタジーX                  | ユウナ                                             | 「PASSPO☆ ジャンボじぇっTV 25時間フライトSP!!」 内での放送。 普段は衣装などでの出演だが、この日は部屋着での出演。(三田はパンダの着ぐるみ風パジャマ) 「アニソン イントロ カラオケ クイズ」が行われる。(優勝は三田) 出演者を代表して井尻が自筆の手紙を涙ながらに朗読。 事情のよくわからない増井とそれにつられた根岸は笑いを堪えるのに必死だった。 |
| SP                        | 2016年 8月20日（土）      | 権田夏海 | カイジ                                   | 伊藤開司                                           | 「PASSPO☆ ジャンボじぇっTV 25時間フライトSP!!」 内での放送。 普段は衣装などでの出演だが、この日は部屋着での出演。(三田はパンダの着ぐるみ風パジャマ) 「アニソン イントロ カラオケ クイズ」が行われる。(優勝は三田) 出演者を代表して井尻が自筆の手紙を涙ながらに朗読。 事情のよくわからない増井とそれにつられた根岸は笑いを堪えるのに必死だった。 |
| SP                        | 2016年 8月20日（土）      | 野田怜奈 | ハイキュー!!                             | 及川徹                                             | 「PASSPO☆ ジャンボじぇっTV 25時間フライトSP!!」 内での放送。 普段は衣装などでの出演だが、この日は部屋着での出演。(三田はパンダの着ぐるみ風パジャマ) 「アニソン イントロ カラオケ クイズ」が行われる。(優勝は三田) 出演者を代表して井尻が自筆の手紙を涙ながらに朗読。 事情のよくわからない増井とそれにつられた根岸は笑いを堪えるのに必死だった。 |
| SP                        | 2016年 8月20日（土）      | 増田みなみ | 干物妹!うまるちゃん                      | 土間埋                                             | 「PASSPO☆ ジャンボじぇっTV 25時間フライトSP!!」 内での放送。 普段は衣装などでの出演だが、この日は部屋着での出演。(三田はパンダの着ぐるみ風パジャマ) 「アニソン イントロ カラオケ クイズ」が行われる。(優勝は三田) 出演者を代表して井尻が自筆の手紙を涙ながらに朗読。 事情のよくわからない増井とそれにつられた根岸は笑いを堪えるのに必死だった。 |
| 4                         | 2016年 11月25日（金）     | 井尻晏菜 三田麻央 高見奈央 小泉遥 樋口彩（ベボガ!）                                                                   | AKB48グループ ついに公式音ゲーでました。 | 谷川愛梨 鵜野みずき 日下このみ 西澤瑠莉奈 井尻晏菜 | ゲームの紹介 ライブ(リズムゲームパート) |
| 4                         | 2016年 11月25日（金）     | 井尻晏菜 三田麻央 高見奈央 小泉遥 樋口彩（ベボガ!）                                                                   | ポケットモンスター サン・ムーン          | -                                                  | バトルロイヤルモード体験(優勝は井尻) |
| 5                         | 2016年 12月22日（木）     | 井尻晏菜 三田麻央 けちょん (ゆるめるモ!) 有田ひめか (スルースキルズ) 松脇朱里 (Ange☆Reve) ももももも (ぶっ壊れRe:論‰) | AKB48グループ ついに公式音ゲーでました。 | 谷川愛梨 西澤瑠莉奈 鵜野みずき 薮下柊 森田彩花     | ライブ(リズムゲームパート)に挑戦。 三田はハイスピードモードをクリア。 視聴者にゲーム内で使用できる「三田麻央 ゴールドジャージ Ver.」が プレゼントされた。(現在は配布終了) |
| 5                         | 2016年 12月22日（木）     | 井尻晏菜 三田麻央 けちょん (ゆるめるモ!) 有田ひめか (スルースキルズ) 松脇朱里 (Ange☆Reve) ももももも (ぶっ壊れRe:論‰) | -                                        | -                                                  | 「アニソン カラオケ 紅白」が行われた。 白組(三田、有田、松脇)が勝利。 |
| 6                         | 2017年 2月23日（木）      | 井尻晏菜 | 幼女戦記                                 | ターニャ                                           | お気に入りの登場人物の発表とそのキャラクターのグッズの披露が行われた。 |
| 6                         | 2017年 2月23日（木）      | 三田麻央 | 銀魂                                     | 沖田総悟                                           | お気に入りの登場人物の発表とそのキャラクターのグッズの披露が行われた。 |
| 6                         | 2017年 2月23日（木）      | けちょん | 文豪ストレイドッグス                     | 芥川龍之介                                         | お気に入りの登場人物の発表とそのキャラクターのグッズの披露が行われた。 |
| 6                         | 2017年 2月23日（木）      | 一ノ瀬みか(神宿) | 新世紀エヴァンゲリオン                   | アスカ                                             | お気に入りの登場人物の発表とそのキャラクターのグッズの披露が行われた。 |
| 6                         | 2017年 2月23日（木）      | 愛原ありさ (アース・スタードリーム)                                                                                   | カードキャプターさくら                   | 木之本桜                                           | お気に入りの登場人物の発表とそのキャラクターのグッズの披露が行われた。 |
| 6                         | 2017年 2月23日（木）      | 角元明日香(声優) | ハイキュー!!                             | 日向翔陽                                           | お気に入りの登場人物の発表とそのキャラクターのグッズの披露が行われた。 |
| 6                         | 2017年 2月23日（木）      | 和田京子(声優) | BLEACH                                   | 日番谷冬獅郎                                       | お気に入りの登場人物の発表とそのキャラクターのグッズの披露が行われた。 |
| 6                         | 2017年 2月23日（木）      | - | AKB48グループ ついに公式音ゲーでました。 | (第5回と同じ)                                      | ライブ(リズムゲームパート)に挑戦。 三田はハイスピードモードをクリア。 視聴者にゲーム内で使用できる「井尻晏菜 ゴールドジャージ Ver.」が プレゼントされた。(現在は配布終了) |
| 7                         | 2017年 4月6日（木）       | 倉持由香 | 進撃の巨人                               | リヴァイ兵長                                       | |
| 7                         | 2017年 4月6日（木）       | 高野祐衣 | 進撃の巨人                               | -                                                  | |
| 7                         | 2017年 4月6日（木）       | 一ノ瀬みか | 進撃の巨人                               | エレン                                             | |
| 7                         | 2017年 4月6日（木）       | クルミン・モンロー (閃光ロードショー)                                                                                 | 進撃の巨人                               | ハンジ                                             | |
| 7                         | 2017年 4月6日（木）       | ami (J☆Dee'Z) | 進撃の巨人                               | ユミル                                             | |
| 7                         | 2017年 4月6日（木）       | 橘莉子 (seeDream) | 進撃の巨人                               | ハンジ、ニック司祭                                 | |
| 7                         | 2017年 4月6日（木）       | 髙橋麻里 (Dorothy Little Happy)                                                                                       | 進撃の巨人                               | クリスタ                                           | |
| 7                         | 2017年 4月6日（木）       | 星島沙也加 | 進撃の巨人                               | リヴァイ兵長                                       | |
| 7                         | 2017年 4月6日（木）       | 北出彩 (フルーティー)                                                                                                 | 進撃の巨人                               | ジャン                                             | |
| 7                         | 2017年 4月6日（木）       | - | AKB48グループ ついに公式音ゲーでました。 | 三田麻央 川上千尋 須藤凜々花 山本彩 林萌々香       | ライブ(リズムゲームパート)に挑戦。視聴者にゲーム内で使用できる「三田麻央 ゴールドジャージ Ver.」が プレゼントされた。(現在は配布終了) |
| 8                         | 2017年 5月18日（木）      | 井尻晏菜 | 銀の匙                                   | 御影アキ                                           | |
| 8                         | 2017年 5月18日（木）      | 三田麻央 | 声優かっ!                                | 木野姫                                             | |
| 8                         | 2017年 5月18日（木）      | 高見奈央 | ONE PIECE                                | ルフィ                                             | |
| 8                         | 2017年 5月18日（木）      | 一ノ瀬みか | 新世紀エヴァンゲリオン                   | アスカ                                             | |
| 8                         | 2017年 5月18日（木）      | ami | おそ松さん                               | カラ松                                             | |
| 8                         | 2017年 5月18日（木）      | 橘莉子 | 天元突破グレンラガン                     | カミナ                                             | |
| 8                         | 2017年 5月18日（木）      | 青山ひかる (sherbet)                                                                                                  | コードギアス 反逆のルルーシュR2          | ルルーシュ                                         | |

### 月刊 アニ愛でるTV! (2017年)
| 「月刊 アニ愛でるTV!」 2017年 放送日程 | 「月刊 アニ愛でるTV!」 2017年 放送日程 | 「月刊 アニ愛でるTV!」 2017年 放送日程 | 「月刊 アニ愛でるTV!」 2017年 放送日程    | 「月刊 アニ愛でるTV!」 2017年 放送日程 | 「月刊 アニ愛でるTV!」 2017年 放送日程 |
| 回                                     | 放送日                                 | 出演者                                 | 作品名                                    | 推しキャラ                             | 概要 |
| -------------------------------------- | -------------------------------------- | -------------------------------------- | ----------------------------------------- | -------------------------------------- | --- |
| 1                                      | 6月6日                                 | 井尻晏菜 (NMB48)                       | 神様はじめました                          | 巴衛                                   | 「このセリフで落ちました - キュン死にした名シーン」 |
| 1                                      | 6月6日                                 | 三田麻央 (NMB48)                       | 銀魂                                      | 沖田総悟                               | 「このセリフで落ちました - キュン死にした名シーン」 |
| 1                                      | 6月6日                                 | 一ノ瀬みか(神宿)                       | 干物妹!うまるちゃん                       | 土間埋                                 | 「このセリフで落ちました - キュン死にした名シーン」 |
| 1                                      | 6月6日                                 | 青山ひかる (sherbet)                   | Angel Beats!                              | 日向秀樹                               | 「このセリフで落ちました - キュン死にした名シーン」 |
| 1                                      | 6月6日                                 | 橘莉子 (seeDream)                      | アイドリッシュセブン                      | 逢坂壮五                               | 「このセリフで落ちました - キュン死にした名シーン」 |
| 1                                      | 6月6日                                 | 清水ひまわり (マジカル・パンチライン)  | 殺戮の天使                                | ザック                                 | 「このセリフで落ちました - キュン死にした名シーン」 |
| 1                                      | 6月6日                                 | 西山野園美 (Parfait)                   | ジョジョの奇妙な冒険                      | 吉良吉影                               | 「このセリフで落ちました - キュン死にした名シーン」 |
| 2                                      | 7月4日                                 | 井尻晏菜                               | 隠の王                                    | 宵風                                   | 「涙腺崩壊 名セリフ」 |
| 2                                      | 7月4日                                 | 三田麻央                               | 魔法使いの弟子が笑う時                    | 生江桜歌                               | 「涙腺崩壊 名セリフ」 |
| 2                                      | 7月4日                                 | 一ノ瀬みか                             | 鋼の錬金術師                              | イズミ                                 | 「涙腺崩壊 名セリフ」 |
| 2                                      | 7月4日                                 | ami (J☆Dee'Z)                          | 四月は君の嘘                              | 宮園かをり                             | 「涙腺崩壊 名セリフ」 |
| 2                                      | 7月4日                                 | 橘莉子                                 | 機動戦士ガンダム0080 ポケットの中の戦争   | アル                                   | 「涙腺崩壊 名セリフ」 |
| 2                                      | 7月4日                                 | 清水ひまわり                           | トーキョーグール                          | 永近英良                               | 「涙腺崩壊 名セリフ」 |
| 2                                      | 7月4日                                 | 西山野園美                             | 機動戦士ガンダム 逆襲のシャア             | アストナージ                           | 「涙腺崩壊 名セリフ」 |
| 3                                      | 8月1日                                 | 井尻晏菜                               | XXXHOLiC                                  | 壱原侑子                               | 「誰かに使っちゃった 名セリフ」 |
| 3                                      | 8月1日                                 | 三田麻央                               | アイドリッシュセブン                      | 九条天                                 | 「誰かに使っちゃった 名セリフ」 |
| 3                                      | 8月1日                                 | 一ノ瀬みか                             | 世界一初恋                                | 高野政宗                               | 「誰かに使っちゃった 名セリフ」 |
| 3                                      | 8月1日                                 | 青山ひかる                             | らき☆すた                                 | 泉こなた                               | 「誰かに使っちゃった 名セリフ」 |
| 3                                      | 8月1日                                 | 橘莉子                                 | 地獄少女                                  | 閻魔あい                               | 「誰かに使っちゃった 名セリフ」 |
| 3                                      | 8月1日                                 | 清水ひまわり                           | 黒子のバスケ                              | 黄瀬涼太                               | 「誰かに使っちゃった 名セリフ」 |
| 3                                      | 8月1日                                 | 西山野園美                             | 新世紀エヴァンゲリオン                    | 碇シンジ                               | 「誰かに使っちゃった 名セリフ」 |
| 4                                      | 9月12日                                | 井尻晏菜                               | トーキョーグール                          | 金木研                                 | 「この素晴らしいキャラに祝福を」 出演者全員が好きなキャラのコスプレをし、 キャラクターを好きになった理由を発表。 また、収録後のインタビュー では、各自がいちばん好きなアニソンを回答。                                                                              |
| 4                                      | 9月12日                                | 三田麻央                               | A3!                                       | 向坂椋                                 | 「この素晴らしいキャラに祝福を」 出演者全員が好きなキャラのコスプレをし、 キャラクターを好きになった理由を発表。 また、収録後のインタビュー では、各自がいちばん好きなアニソンを回答。                                                                              |
| 4                                      | 9月12日                                | 一ノ瀬みか                             | 新世紀エヴァンゲリオン                    | 渚カヲル                               | 「この素晴らしいキャラに祝福を」 出演者全員が好きなキャラのコスプレをし、 キャラクターを好きになった理由を発表。 また、収録後のインタビュー では、各自がいちばん好きなアニソンを回答。                                                                              |
| 4                                      | 9月12日                                | ami                                    | ユーリ!!! on ICE                          | ユーリ・プリセツキー                   | 「この素晴らしいキャラに祝福を」 出演者全員が好きなキャラのコスプレをし、 キャラクターを好きになった理由を発表。 また、収録後のインタビュー では、各自がいちばん好きなアニソンを回答。                                                                              |
| 4                                      | 9月12日                                | 橘莉子                                 | けものフレンズ                            | サーバルちゃん                         | 「この素晴らしいキャラに祝福を」 出演者全員が好きなキャラのコスプレをし、 キャラクターを好きになった理由を発表。 また、収録後のインタビュー では、各自がいちばん好きなアニソンを回答。                                                                              |
| 4                                      | 9月12日                                | 清水ひまわり                           | ラブライブ!サンシャイン!!                 | 津島善子                               | 「この素晴らしいキャラに祝福を」 出演者全員が好きなキャラのコスプレをし、 キャラクターを好きになった理由を発表。 また、収録後のインタビュー では、各自がいちばん好きなアニソンを回答。                                                                              |
| 4                                      | 9月12日                                | 西山野園美                             | ダンガンロンパ                            | 江ノ島盾子                             | 「この素晴らしいキャラに祝福を」 出演者全員が好きなキャラのコスプレをし、 キャラクターを好きになった理由を発表。 また、収録後のインタビュー では、各自がいちばん好きなアニソンを回答。                                                                              |
| 4                                      | 9月12日                                | 松脇朱里 (Ange☆Reve)                   | A3!                                       | 茅ヶ崎至                               | 「この素晴らしいキャラに祝福を」 出演者全員が好きなキャラのコスプレをし、 キャラクターを好きになった理由を発表。 また、収録後のインタビュー では、各自がいちばん好きなアニソンを回答。                                                                              |
| 5                                      | 10月3日                                | 井尻晏菜                               | 鬼灯の冷徹                                | 鬼灯                                   | 「今期のアニメ このキャラに注目」 |
| 5                                      | 10月3日                                | 三田麻央                               | 十二大戦                                  | 憂城（うさぎ）                         | 「今期のアニメ このキャラに注目」 |
| 5                                      | 10月3日                                | 一ノ瀬みか                             | ツキウタ。                                | 水無月涙 霜月隼                        | 「今期のアニメ このキャラに注目」 |
| 5                                      | 10月3日                                | ami                                    | いぬやしき                                | 犬屋敷壱郎                             | 「今期のアニメ このキャラに注目」 |
| 5                                      | 10月3日                                | 青山ひかる                             | おそ松さん                                | 一松                                   | 「今期のアニメ このキャラに注目」 |
| 5                                      | 10月3日                                | 橘莉子 (Shine Fine Movement)           | 大正メビウスライン ちっちゃいさん         | 千家伊織                               | 「今期のアニメ このキャラに注目」 |
| 5                                      | 10月3日                                | 清水ひまわり                           | ネト充のススメ                            | 盛岡森子                               | 「今期のアニメ このキャラに注目」 |
| 5                                      | 10月3日                                | 西山野園美                             | 魔法使いの嫁                              | エリアス                               | 「今期のアニメ このキャラに注目」 |
| 6                                      | 11月7日                                | 井尻晏菜                               | Fateシリーズ                              | 遠坂凛                                 | 「最近どハマり 今昔アニメ漫画」 |
| 6                                      | 11月7日                                | 三田麻央                               | BLACK LAGOON                              | グレーテル                             | 「最近どハマり 今昔アニメ漫画」 |
| 6                                      | 11月7日                                | 一ノ瀬みか                             | うさぎは正義                              | うさぎ                                 | 「最近どハマり 今昔アニメ漫画」 |
| 6                                      | 11月7日                                | ami                                    | 神様家族                                  | 小森久美子                             | 「最近どハマり 今昔アニメ漫画」 |
| 6                                      | 11月7日                                | 青山ひかる                             | SLAM DUNK                                 | 田岡茂一 (陵南監督)                    | 「最近どハマり 今昔アニメ漫画」 |
| 6                                      | 11月7日                                | 橘莉子                                 | 最終兵器彼女                              | ちせ                                   | 「最近どハマり 今昔アニメ漫画」 |
| 6                                      | 11月7日                                | 清水ひまわり                           | デュラララ!!                              | 折原臨也                               | 「最近どハマり 今昔アニメ漫画」 |
| 6                                      | 11月7日                                | 西山野園美                             | 銀河鉄道999                               | メーテル                               | 「最近どハマり 今昔アニメ漫画」 |
| 7                                      | 12月5日                                | 井尻晏菜                               | 鋼の錬金術師                              | リザ・ホークアイ                       | 「〜学園危機一髪！黒歴史を浄化せよ！SP!〜」 ゲストの桜野羽咲、星野にぁ(妄想キャリブレーション)、ららぴ・るるぴ、 汐咲玲亜(FES☆TIVE)、春川桃菜(元READY TO KISS)が黒歴史をカミングアウト。 スペシャルゲストの池田彩が「プリキュアメドレー」ライブで「浄化」を行った。 |
| 7                                      | 12月5日                                | 三田麻央                               | アイドリッシュセブン                      | 小鳥遊紡（主人公）                     | 「〜学園危機一髪！黒歴史を浄化せよ！SP!〜」 ゲストの桜野羽咲、星野にぁ(妄想キャリブレーション)、ららぴ・るるぴ、 汐咲玲亜(FES☆TIVE)、春川桃菜(元READY TO KISS)が黒歴史をカミングアウト。 スペシャルゲストの池田彩が「プリキュアメドレー」ライブで「浄化」を行った。 |
| 7                                      | 12月5日                                | 一ノ瀬みか                             | 絶園のテンペスト                          | 不破愛花                               | 「〜学園危機一髪！黒歴史を浄化せよ！SP!〜」 ゲストの桜野羽咲、星野にぁ(妄想キャリブレーション)、ららぴ・るるぴ、 汐咲玲亜(FES☆TIVE)、春川桃菜(元READY TO KISS)が黒歴史をカミングアウト。 スペシャルゲストの池田彩が「プリキュアメドレー」ライブで「浄化」を行った。 |
| 7                                      | 12月5日                                | ami                                    | 進撃の巨人                                | アニ                                   | 「〜学園危機一髪！黒歴史を浄化せよ！SP!〜」 ゲストの桜野羽咲、星野にぁ(妄想キャリブレーション)、ららぴ・るるぴ、 汐咲玲亜(FES☆TIVE)、春川桃菜(元READY TO KISS)が黒歴史をカミングアウト。 スペシャルゲストの池田彩が「プリキュアメドレー」ライブで「浄化」を行った。 |
| 7                                      | 12月5日                                | 青山ひかる                             | ラブライブ!                               | 絢瀬亜里沙                             | 「〜学園危機一髪！黒歴史を浄化せよ！SP!〜」 ゲストの桜野羽咲、星野にぁ(妄想キャリブレーション)、ららぴ・るるぴ、 汐咲玲亜(FES☆TIVE)、春川桃菜(元READY TO KISS)が黒歴史をカミングアウト。 スペシャルゲストの池田彩が「プリキュアメドレー」ライブで「浄化」を行った。 |
| 7                                      | 12月5日                                | 橘莉子                                 | CLANNAD                                   | 古河渚                                 | 「〜学園危機一髪！黒歴史を浄化せよ！SP!〜」 ゲストの桜野羽咲、星野にぁ(妄想キャリブレーション)、ららぴ・るるぴ、 汐咲玲亜(FES☆TIVE)、春川桃菜(元READY TO KISS)が黒歴史をカミングアウト。 スペシャルゲストの池田彩が「プリキュアメドレー」ライブで「浄化」を行った。 |
| 7                                      | 12月5日                                | 清水ひまわり                           | 暗殺教室                                  | 茅野カエデ                             | 「〜学園危機一髪！黒歴史を浄化せよ！SP!〜」 ゲストの桜野羽咲、星野にぁ(妄想キャリブレーション)、ららぴ・るるぴ、 汐咲玲亜(FES☆TIVE)、春川桃菜(元READY TO KISS)が黒歴史をカミングアウト。 スペシャルゲストの池田彩が「プリキュアメドレー」ライブで「浄化」を行った。 |
| 7                                      | 12月5日                                | 西山野園美                             | あの日見た花の名前を 僕達はまだ知らない。 | めんま (本間芽衣子)                    | 「〜学園危機一髪！黒歴史を浄化せよ！SP!〜」 ゲストの桜野羽咲、星野にぁ(妄想キャリブレーション)、ららぴ・るるぴ、 汐咲玲亜(FES☆TIVE)、春川桃菜(元READY TO KISS)が黒歴史をカミングアウト。 スペシャルゲストの池田彩が「プリキュアメドレー」ライブで「浄化」を行った。 |

### 月刊 アニ愛でるTV! Plus (2017年)
| 1 | 6月6日  | 井尻晏菜 三田麻央 一ノ瀬みか 橘莉子 西山野園美 青山ひかる     | アニソンイントロクイズ (優勝：西山野園美) |
| 2 | 7月4日  | 井尻晏菜 三田麻央 一ノ瀬みか 橘莉子 西山野園美 青山ひかる ami | アニソンイントロクイズ (優勝：三田麻央) |
| 3 | 8月1日  | 井尻晏菜 三田麻央 一ノ瀬みか 橘莉子 西山野園美 青山ひかる ami | アニソンイントロクイズ (優勝：三田麻央、西山野園美) |
| 4 | 9月12日 | 井尻晏菜 三田麻央 一ノ瀬みか 橘莉子 西山野園美 ami 松脇朱里   | オタク活動報告会 橘(清水と一緒にコラボカフェとアニメイト) 井尻、ami (自宅のオタグッズ等の紹介) 松脇(オタクグッズの紹介) 三田(スパコミ、自宅のオタグッズ紹介) 西山(ジョジョのリアル脱出ゲーム、仙台のジョジョ展、ガンプラ会) 一ノ瀬(ナンジャタウンのアイドリッシュセブンコラボイベント) |
| 5 | 10月3日 | 井尻晏菜 三田麻央 一ノ瀬みか 橘莉子 西山野園美 青山ひかる ami | オタ活勉強会(漫画家芸人の高橋結希による4コマ漫画講座) |
| 6 | 11月7日 | 井尻晏菜 三田麻央 一ノ瀬みか 橘莉子 西山野園美 青山ひかる ami | オタ活勉強会(漫画家芸人の高橋結希による4コマ漫画講座) |
| 7 | 12月5日 | 井尻晏菜 三田麻央 一ノ瀬みか 橘莉子 西山野園美 青山ひかる ami | コスプレ写メ会 |

### 月刊 アニ愛でるTV! (2018年)
| 「月刊 アニ愛でるTV!」 放送日程 | 「月刊 アニ愛でるTV!」 放送日程 | 「月刊 アニ愛でるTV!」 放送日程       | 「月刊 アニ愛でるTV!」 放送日程   | 「月刊 アニ愛でるTV!」 放送日程 | 「月刊 アニ愛でるTV!」 放送日程                                                |
| 回                              | 放送日                          | 出演者                                | 作品名                            | 推しキャラ                      | 概要                                                                           |
| ------------------------------- | ------------------------------- | ------------------------------------- | --------------------------------- | ------------------------------- | ------------------------------------------------------------------------------ |
| 8                               | 1月16日                         | 井尻晏菜 (NMB48)                      | Fate/EXTRA Last Encore            | ネロ（セイバー）                | 「2018年冬アニメ このキャラに注目!」                                           |
| 8                               | 1月16日                         | 三田麻央 (NMB48)                      | 学園ベビーシッターズ              | 拓馬&数馬                       | 「2018年冬アニメ このキャラに注目!」                                           |
| 8                               | 1月16日                         | 一ノ瀬みか(神宿)                      | ダメプリ ANIME CARAVAN            | メア・セレン・エル              | 「2018年冬アニメ このキャラに注目!」                                           |
| 8                               | 1月16日                         | 青山ひかる (sherbet)                  | 刀使ノ巫女                        | 益子薫                          | 「2018年冬アニメ このキャラに注目!」                                           |
| 8                               | 1月16日                         | 橘莉子 (Shine Fine Movement)          | バジリスク 〜桜花忍法帖〜         | 甲賀八郎 伊賀響                 | 「2018年冬アニメ このキャラに注目!」                                           |
| 8                               | 1月16日                         | 清水ひまわり (マジカル・パンチライン) | ミイラの飼い方                    | ミーくん                        | 「2018年冬アニメ このキャラに注目!」                                           |
| 8                               | 1月16日                         | 西山野園美 (Parfait)                  | 七つの大罪 戒めの復活             | メリオダス                      | 「2018年冬アニメ このキャラに注目!」                                           |
| 8                               | 1月16日                         | ami (J☆Dee'Z)                         | からかい上手の高木さん            | 高木さん                        | 「2018年冬アニメ このキャラに注目!」                                           |
| 9                               | 2月13日                         | 前回と同じ (一ノ瀬は欠席)             | -                                 | -                               | 「我を解放し二次元に召喚せよ!」コーナーのみ                                    |
| 10                              | 3月27日                         | 井尻晏菜                              | 魔法少女 俺                       | 卯野さき                        | 「2018年春アニメ このキャラに注目!」 (一ノ瀬は2つ紹介)                         |
| 10                              | 3月27日                         | 清水ひまわり                          | 魔法少女 俺                       | 卯野さき                        | 「2018年春アニメ このキャラに注目!」 (一ノ瀬は2つ紹介)                         |
| 10                              | 3月27日                         | 一ノ瀬みか                            | 魔法少女 俺                       | 卯野さき                        | 「2018年春アニメ このキャラに注目!」 (一ノ瀬は2つ紹介)                         |
| 10                              | 3月27日                         | ヲタクに恋は難しい                    | 桃瀬成海 二藤宏嵩                 |                                 | 「2018年春アニメ このキャラに注目!」 (一ノ瀬は2つ紹介)                         |
| 10                              | 3月27日                         | 青山ひかる                            | 銀河英雄伝説 Die Neue These 邂逅  | ラインハルト                    | 「2018年春アニメ このキャラに注目!」 (一ノ瀬は2つ紹介)                         |
| 10                              | 3月27日                         | 橘莉子                                | ハイスクールD×D HERO              | 兵藤一誠                        | 「2018年春アニメ このキャラに注目!」 (一ノ瀬は2つ紹介)                         |
| 10                              | 3月27日                         | ami                                   | かくりよの宿飯                    | 銀次                            | 「2018年春アニメ このキャラに注目!」 (一ノ瀬は2つ紹介)                         |
| 10                              | 3月27日                         | 西山野園美                            | PERSONA5 the Animation            | 佐倉双葉                        | 「2018年春アニメ このキャラに注目!」 (一ノ瀬は2つ紹介)                         |
| 11                              | 4月24日                         | 第8回と同じ (一ノ瀬は欠席)            | -                                 | -                               | 「我を解放し二次元に召喚せよ!」コーナーのみ                                    |
| 12                              | 5月22日                         | 第8回と同じ                           | -                                 | -                               | タイ遠征でやりたいことなど                                                     |
| 13                              | 6月19日                         | 第8回と同じ                           | -                                 | -                               | タイ遠征のダイジェスト                                                         |
| 14                              | 7月24日                         | 井尻晏菜                              |                                   |                                 | 「2018年夏アニメ このキャラに注目!」 (青山ひかる,amiは欠席)                    |
| 14                              | 7月24日                         | 三田麻央                              | あそびあそばせ                    | 本田華子                        | 「2018年夏アニメ このキャラに注目!」 (青山ひかる,amiは欠席)                    |
| 14                              | 7月24日                         | 清水ひまわり                          | あそびあそばせ                    | 本田華子                        | 「2018年夏アニメ このキャラに注目!」 (青山ひかる,amiは欠席)                    |
| 14                              | 7月24日                         | 西山野園美                            | BANANA FISH                       | アッシュ・リンクス 奥村英二     | 「2018年夏アニメ このキャラに注目!」 (青山ひかる,amiは欠席)                    |
| 14                              | 7月24日                         | 橘莉子                                | Back Street Girls                 |                                 | 「2018年夏アニメ このキャラに注目!」 (青山ひかる,amiは欠席)                    |
| 14                              | 7月24日                         | 一ノ瀬みか                            | はたらく細胞                      | 血小板ちゃん                    | 「2018年夏アニメ このキャラに注目!」 (青山ひかる,amiは欠席)                    |
| 15                              | 8月28日                         | 第8回と同じ (一ノ瀬は欠席)            |                                   |                                 | アニ愛でる制服プロデュース                                                     |
| 16                              | 9月25日                         | 西山野園美                            | ジョジョの奇妙な冒険 黄金の風     |                                 | 2018年秋おすすめアニメ                                                         |
| 16                              | 9月25日                         | 一ノ瀬みか                            | 人外さんの嫁                      |                                 | 2018年秋おすすめアニメ                                                         |
| 16                              | 9月25日                         | 清水ひまわり                          | 人外さんの嫁                      |                                 | 2018年秋おすすめアニメ                                                         |
| 16                              | 9月25日                         | ami                                   | やがて君になる                    |                                 | 2018年秋おすすめアニメ                                                         |
| 16                              | 9月25日                         | 橘莉子                                | 抱かれたい男1位に脅されています。 |                                 | 2018年秋おすすめアニメ                                                         |
| 16                              | 9月25日                         | 井尻晏菜                              | とある魔術の禁書目録 (アニメ)     |                                 | 2018年秋おすすめアニメ                                                         |
| 16                              | 9月25日                         | 青山ひかる                            | 色づく世界の明日から              |                                 | 2018年秋おすすめアニメ                                                         |
| 16                              | 9月25日                         | 三田麻央                              | ツルネ -風舞高校弓道部-           |                                 | 2018年秋おすすめアニメ                                                         |
| 17                              | 10月23日                        | 第8回と同じ (青山は欠席)              |                                   |                                 | 特別コーナー「井尻晏菜のイチオシスマホアプリ Fate/Grand Order」                |
| 18                              | 11月27日                        | 第8回と同じ                           |                                   |                                 | 「我を解放し二次元に召喚せよ!」 「アニ愛でるTV クリスマスLIVE でやりたいこと」 |
| 19                              | 12月25日                        | 第8回と同じ +高橋えのぐ               |                                   |                                 | アニ愛でるLIVE打ち上げ会                                                       |

### 月刊 アニ愛でるTV! Plus (2018年)
| 8  | 1月16日  | 井尻晏菜 三田麻央 一ノ瀬みか 橘莉子 西山野園美 青山ひかる ami              | 月刊オタ活勉強会 (漫画家芸人の高橋結希による iPad ClipStudio イラスト講座)                   |
| 9  | 2月13日  | 井尻晏菜 一ノ瀬みか 橘莉子 西山野園美 青山ひかる ami                       | 月刊オタ活勉強会 (漫画家芸人の高橋結希による iPad ClipStudio イラスト講座)                   |
| 10 | 3月27日  | 井尻晏菜 一ノ瀬みか 橘莉子 西山野園美 青山ひかる ami                       | 月刊オタ活勉強会 (漫画家芸人の高橋えのぐ (今回より改名) による iPad ClipStudio イラスト講座) |
| 11 | 4月24日  | 井尻晏菜 三田麻央 一ノ瀬みか 橘莉子 清水ひまわり 西山野園美 青山ひかる ami | 月刊オタ活勉強会 (漫画家芸人の高橋えのぐによる iPad ClipStudio イラスト講座)                 |
| 12 | 5月22日  | 井尻晏菜 三田麻央 一ノ瀬みか 橘莉子 清水ひまわり 西山野園美 青山ひかる ami | 6月8日タイでのライブで行う企画を試しにやってみる                                             |
| 13 | 6月19日  | 井尻晏菜 三田麻央 一ノ瀬みか 橘莉子 清水ひまわり 西山野園美 青山ひかる ami | アニ愛でるRadio公開放送                                                                      |
| 14 | 7月24日  | 井尻晏菜 三田麻央 一ノ瀬みか 橘莉子 清水ひまわり 西山野園美                | 月刊オタ活勉強会 (漫画家芸人の高橋えのぐによるメンバーイラスト公開発表)                      |
| 15 | 8月28日  | 井尻晏菜 三田麻央 橘莉子 清水ひまわり 西山野園美 青山ひかる ami            | 月刊オタ活勉強会 (漫画家芸人の高橋えのぐによる二次元召喚キャラのイラスト公開発表)            |
| 16 | 9月25日  | 井尻晏菜 三田麻央 橘莉子 清水ひまわり 西山野園美 青山ひかる ami            | 月刊オタ活勉強会 (漫画家芸人の高橋えのぐによるグッズ用イラスト公開発表)                      |
| 17 | 10月23日 | 井尻晏菜 三田麻央 橘莉子 清水ひまわり 西山野園美 青山ひかる ami            | 月刊オタ活勉強会 (漫画家芸人の高橋えのぐによるグッズ用イラスト改良発表)                      |
| 18 | 11月27日 | 井尻晏菜 三田麻央 橘莉子 清水ひまわり 西山野園美 青山ひかる ami            | 月刊オタ活勉強会 (漫画家芸人の高橋えのぐとアニ愛でるライブ用グッズ検討)                      |
| 18 | 12月25日 | 井尻晏菜 三田麻央 橘莉子 清水ひまわり 西山野園美 青山ひかる ami 高橋えのぐ | アニ愛でるLIVE打ち上げSP (クリスマスプレゼント交換会など)                                    |

### 月刊 アニ愛でるTV! (2019年)
| 「月刊 アニ愛でるTV!」 放送日程 | 「月刊 アニ愛でるTV!」 放送日程 | 「月刊 アニ愛でるTV!」 放送日程       | 「月刊 アニ愛でるTV!」 放送日程                                                                  | 「月刊 アニ愛でるTV!」 放送日程 | 「月刊 アニ愛でるTV!」 放送日程 |
| 回                              | 放送日                          | 出演者                                | コーナー発表                                                                                     | 概要(コーナーなど) |                                 |
| ------------------------------- | ------------------------------- | ------------------------------------- | ------------------------------------------------------------------------------------------------ | --- | ------------------------------- |
| 20                              | 1月29日                         | 井尻晏菜 (NMB48)                      |                                                                                                  | 「三田麻央卒業式」 「我ヲ開放シ二次元ニ召喚セヨ！」 |                                 |
| 20                              | 1月29日                         | 三田麻央 (NMB48)                      |                                                                                                  | 「三田麻央卒業式」 「我ヲ開放シ二次元ニ召喚セヨ！」 |                                 |
| 20                              | 1月29日                         | 青山ひかる (sherbet)                  |                                                                                                  | 「三田麻央卒業式」 「我ヲ開放シ二次元ニ召喚セヨ！」 |                                 |
| 20                              | 1月29日                         | 橘莉子 (Shine Fine Movement)          |                                                                                                  | 「三田麻央卒業式」 「我ヲ開放シ二次元ニ召喚セヨ！」 |                                 |
| 20                              | 1月29日                         | 清水ひまわり (マジカル・パンチライン) |                                                                                                  | 「三田麻央卒業式」 「我ヲ開放シ二次元ニ召喚セヨ！」 |                                 |
| 20                              | 1月29日                         | 西山野園美 (Parfait)                  |                                                                                                  | 「三田麻央卒業式」 「我ヲ開放シ二次元ニ召喚セヨ！」 |                                 |
| 20                              | 1月29日                         | ami (J☆Dee'Z)                         |                                                                                                  | 「三田麻央卒業式」 「我ヲ開放シ二次元ニ召喚セヨ！」 |                                 |
| 20                              | 1月29日                         | 高橋えのぐ                            |                                                                                                  | 「三田麻央卒業式」 「我ヲ開放シ二次元ニ召喚セヨ！」 |                                 |
| 21                              | 2月26日                         | 井尻晏菜                              | 今期おすすめ：転生したらスライムだった件 アニソン：ナージャ!!(明日のナージャ)                    | 「今期のおすすめアニメ」 「心に残るアニソン」(歌唱を披露) |                                 |
| 21                              | 2月26日                         | 橘莉子                                | 今期おすすめ：五等分の花嫁 アニソン：深愛(WHITE ALBUM)                                           | 「今期のおすすめアニメ」 「心に残るアニソン」(歌唱を披露) |                                 |
| 21                              | 2月26日                         | 清水ひまわり                          | 今期おすすめ：盾の勇者の成り上がり アニソン：紅蓮の弓矢(進撃の巨人)                              | 「今期のおすすめアニメ」 「心に残るアニソン」(歌唱を披露) |                                 |
| 21                              | 2月26日                         | 西山野園美                            | 今期おすすめ：どろろ アニソン：絶望ビリー(DEATH NOTE)                                            | 「今期のおすすめアニメ」 「心に残るアニソン」(歌唱を披露) |                                 |
| 21                              | 2月26日                         | 篠崎こころ                            | 今期おすすめ：約束のネバーランド アニソン：空色デイズ(天元突破グレンラガン)                      | 「今期のおすすめアニメ」 「心に残るアニソン」(歌唱を披露) |                                 |
| 21                              | 2月26日                         | 火将ロシエル                          | 今期おすすめ：ジョジョの奇妙な冒険 黄金の風 アニソン：ムーンライト伝説(美少女戦士セーラームーン) | 「今期のおすすめアニメ」 「心に残るアニソン」(歌唱を披露) |                                 |
| 21                              | 2月26日                         | 岡田夢以(転校少女)                    | 今期おすすめ：かぐや様は告らせたい アニソン：ヒトリゴト(エロマンガ先生)                          | 「今期のおすすめアニメ」 「心に残るアニソン」(歌唱を披露) |                                 |
| 21                              | 2月26日                         | 高橋えのぐ                            | かぐや様は告らせたい                                                                             | 「今期のおすすめアニメ」 「心に残るアニソン」(歌唱を披露) |                                 |
| 22                              | 3月26日                         | 井尻晏菜                              | ワンパンマン                                                                                     | 「来期のおすすめアニメ」 「池田彩の歌唱パフォーマンス」 |                                 |
| 22                              | 3月26日                         | 三田麻央                              | キャロル&チューズデイ                                                                            | 「来期のおすすめアニメ」 「池田彩の歌唱パフォーマンス」 |                                 |
| 22                              | 3月26日                         | 青山ひかる                            | MIX                                                                                              | 「来期のおすすめアニメ」 「池田彩の歌唱パフォーマンス」 |                                 |
| 22                              | 3月26日                         | 清水ひまわり                          | ダイヤのA                                                                                        | 「来期のおすすめアニメ」 「池田彩の歌唱パフォーマンス」 |                                 |
| 22                              | 3月26日                         | 西山野園美                            | スター☆トゥインクルプリキュア                                                                    | 「来期のおすすめアニメ」 「池田彩の歌唱パフォーマンス」 |                                 |
| 22                              | 3月26日                         | 星野李奈(エルフリーデ)                | フルーツバスケット                                                                               | 「来期のおすすめアニメ」 「池田彩の歌唱パフォーマンス」 |                                 |
| 22                              | 3月26日                         | 山吹りょう(エルフリーデ)              | 進撃の巨人                                                                                       | 「来期のおすすめアニメ」 「池田彩の歌唱パフォーマンス」 |                                 |
| 22                              | 3月26日                         | 池田彩                                |                                                                                                  | 「来期のおすすめアニメ」 「池田彩の歌唱パフォーマンス」 |                                 |
| 23                              | 4月23日                         | 井尻晏菜                              |                                                                                                  | 「我ヲ開放シ二次元ニ召喚セヨ！」 |                                 |
| 23                              | 4月23日                         | 三田麻央                              |                                                                                                  | 「我ヲ開放シ二次元ニ召喚セヨ！」 |                                 |
| 23                              | 4月23日                         | 青山ひかる                            |                                                                                                  | 「我ヲ開放シ二次元ニ召喚セヨ！」 |                                 |
| 23                              | 4月23日                         | 西山野園美                            |                                                                                                  | 「我ヲ開放シ二次元ニ召喚セヨ！」 |                                 |
| 23                              | 4月23日                         | 清水ひまわり                          |                                                                                                  | 「我ヲ開放シ二次元ニ召喚セヨ！」 |                                 |
| 23                              | 4月23日                         | ami                                   |                                                                                                  | 「我ヲ開放シ二次元ニ召喚セヨ！」 |                                 |
| 23                              | 4月23日                         | 一ノ瀬みか                            |                                                                                                  | 「我ヲ開放シ二次元ニ召喚セヨ！」 |                                 |
| 24                              | 5月28日                         | 井尻晏菜                              | コードギアス 反逆のルルーシュ D.Gray-man                                                         | 「一ノ瀬みかからの手紙」 「心に残る！平成 神アニメ！」 「我ヲ開放シ二次元ニ召喚セヨ！」 |                                 |
| 24                              | 5月28日                         | 三田麻央                              | BLACK LAGOON                                                                                     | 「一ノ瀬みかからの手紙」 「心に残る！平成 神アニメ！」 「我ヲ開放シ二次元ニ召喚セヨ！」 |                                 |
| 24                              | 5月28日                         | 西山野園美                            | 地獄先生ぬ〜べ〜                                                                                 | 「一ノ瀬みかからの手紙」 「心に残る！平成 神アニメ！」 「我ヲ開放シ二次元ニ召喚セヨ！」 |                                 |
| 24                              | 5月28日                         | 清水ひまわり                          |                                                                                                  | 「一ノ瀬みかからの手紙」 「心に残る！平成 神アニメ！」 「我ヲ開放シ二次元ニ召喚セヨ！」 |                                 |
| 24                              | 5月28日                         | 橘莉子                                | プラスティック・メモリーズ                                                                       | 「一ノ瀬みかからの手紙」 「心に残る！平成 神アニメ！」 「我ヲ開放シ二次元ニ召喚セヨ！」 |                                 |
| 24                              | 5月28日                         | ami                                   | ハイキュー!!                                                                                     | 「一ノ瀬みかからの手紙」 「心に残る！平成 神アニメ！」 「我ヲ開放シ二次元ニ召喚セヨ！」 |                                 |
| 25                              | 6月25日                         | 井尻晏菜                              | 薬屋のひとりごと                                                                                 | 「アニメ化キボンヌ！名作マンガ」 「我ヲ開放シ二次元ニ召喚セヨ！」 「アニ愛でるLIVE開催決定！」 |                                 |
| 25                              | 6月25日                         | 三田麻央                              | 桃組プラス戦記                                                                                   | 「アニメ化キボンヌ！名作マンガ」 「我ヲ開放シ二次元ニ召喚セヨ！」 「アニ愛でるLIVE開催決定！」 |                                 |
| 25                              | 6月25日                         | 西山野園美                            | ゼロの日常                                                                                       | 「アニメ化キボンヌ！名作マンガ」 「我ヲ開放シ二次元ニ召喚セヨ！」 「アニ愛でるLIVE開催決定！」 |                                 |
| 25                              | 6月25日                         | 清水ひまわり                          | 皇帝の一人娘                                                                                     | 「アニメ化キボンヌ！名作マンガ」 「我ヲ開放シ二次元ニ召喚セヨ！」 「アニ愛でるLIVE開催決定！」 |                                 |
| 25                              | 6月25日                         | 橘莉子                                | 機動戦士ムーンガンダム                                                                           | 「アニメ化キボンヌ！名作マンガ」 「我ヲ開放シ二次元ニ召喚セヨ！」 「アニ愛でるLIVE開催決定！」 |                                 |
| 25                              | 6月25日                         | ami                                   | 灼熱カバディ                                                                                     | 「アニメ化キボンヌ！名作マンガ」 「我ヲ開放シ二次元ニ召喚セヨ！」 「アニ愛でるLIVE開催決定！」 |                                 |
| 25                              | 6月25日                         | 青山ひかる                            | レイン                                                                                           | 「アニメ化キボンヌ！名作マンガ」 「我ヲ開放シ二次元ニ召喚セヨ！」 「アニ愛でるLIVE開催決定！」 |                                 |
| 25                              | 6月25日                         | 篠崎こころ                            |                                                                                                  | 「アニメ化キボンヌ！名作マンガ」 「我ヲ開放シ二次元ニ召喚セヨ！」 「アニ愛でるLIVE開催決定！」 |                                 |
| 25                              | 6月25日                         | 高橋えのぐ                            |                                                                                                  | 「アニメ化キボンヌ！名作マンガ」 「我ヲ開放シ二次元ニ召喚セヨ！」 「アニ愛でるLIVE開催決定！」 |                                 |
| 26                              | 7月30日                         | 井尻晏菜                              | ロード・エルメロイII世の事件簿                                                                   | 「我ヲ開放シ二次元ニ解放セヨ」(タイトルが「召喚セヨ」→「解放セヨ」に変更、ロゴも変わった) 「アニ愛でるLIVE開催にむけて」 オープニングアクトを「ざごしゅ」が務めることが発表された。 「今期のおすすめアニメ」 |                                 |
| 26                              | 7月30日                         | 三田麻央                              | あんさんぶるスターズ!                                                                            | 「我ヲ開放シ二次元ニ解放セヨ」(タイトルが「召喚セヨ」→「解放セヨ」に変更、ロゴも変わった) 「アニ愛でるLIVE開催にむけて」 オープニングアクトを「ざごしゅ」が務めることが発表された。 「今期のおすすめアニメ」 |                                 |
| 26                              | 7月30日                         | 西山野園美                            | 荒ぶる季節の乙女どもよ                                                                           | 「我ヲ開放シ二次元ニ解放セヨ」(タイトルが「召喚セヨ」→「解放セヨ」に変更、ロゴも変わった) 「アニ愛でるLIVE開催にむけて」 オープニングアクトを「ざごしゅ」が務めることが発表された。 「今期のおすすめアニメ」 |                                 |
| 26                              | 7月30日                         | 清水ひまわり                          | ソウナンですか?                                                                                  | 「我ヲ開放シ二次元ニ解放セヨ」(タイトルが「召喚セヨ」→「解放セヨ」に変更、ロゴも変わった) 「アニ愛でるLIVE開催にむけて」 オープニングアクトを「ざごしゅ」が務めることが発表された。 「今期のおすすめアニメ」 |                                 |
| 26                              | 7月30日                         | 橘莉子                                | 可愛ければ変態でも好きになってくれますか?                                                        | 「我ヲ開放シ二次元ニ解放セヨ」(タイトルが「召喚セヨ」→「解放セヨ」に変更、ロゴも変わった) 「アニ愛でるLIVE開催にむけて」 オープニングアクトを「ざごしゅ」が務めることが発表された。 「今期のおすすめアニメ」 |                                 |
| 26                              | 7月30日                         | 青山ひかる                            | 彼方のアストラ                                                                                   | 「我ヲ開放シ二次元ニ解放セヨ」(タイトルが「召喚セヨ」→「解放セヨ」に変更、ロゴも変わった) 「アニ愛でるLIVE開催にむけて」 オープニングアクトを「ざごしゅ」が務めることが発表された。 「今期のおすすめアニメ」 |                                 |
| 26                              | 7月30日                         | 篠崎こころ                            | からかい上手の高木さん                                                                           | 「我ヲ開放シ二次元ニ解放セヨ」(タイトルが「召喚セヨ」→「解放セヨ」に変更、ロゴも変わった) 「アニ愛でるLIVE開催にむけて」 オープニングアクトを「ざごしゅ」が務めることが発表された。 「今期のおすすめアニメ」 |                                 |
| 26                              | 7月30日                         | 火将ロシエル                          | BEM                                                                                              | 「我ヲ開放シ二次元ニ解放セヨ」(タイトルが「召喚セヨ」→「解放セヨ」に変更、ロゴも変わった) 「アニ愛でるLIVE開催にむけて」 オープニングアクトを「ざごしゅ」が務めることが発表された。 「今期のおすすめアニメ」 |                                 |
| 26                              | 7月30日                         | 空野青空                              | とある科学の一方通行                                                                             | 「我ヲ開放シ二次元ニ解放セヨ」(タイトルが「召喚セヨ」→「解放セヨ」に変更、ロゴも変わった) 「アニ愛でるLIVE開催にむけて」 オープニングアクトを「ざごしゅ」が務めることが発表された。 「今期のおすすめアニメ」 |                                 |
| 26                              | 7月30日                         | 高橋えのぐ                            |                                                                                                  | 「我ヲ開放シ二次元ニ解放セヨ」(タイトルが「召喚セヨ」→「解放セヨ」に変更、ロゴも変わった) 「アニ愛でるLIVE開催にむけて」 オープニングアクトを「ざごしゅ」が務めることが発表された。 「今期のおすすめアニメ」 |                                 |
| 27                              | 8月27日                         | 井尻晏菜                              |                                                                                                  | 「我ヲ開放シ二次元ニ解放セヨ」 「アニ愛でるLIVEにむけての話」 「ゲストによるスタジオライブ」(ゲスト： MindaRyn) (MindaRynと三田麻央 で Los! Los! Los!幼女戦記 ED を披露) 「オタ活報告会」                    |                                 |
| 27                              | 8月27日                         | 三田麻央                              |                                                                                                  | 「我ヲ開放シ二次元ニ解放セヨ」 「アニ愛でるLIVEにむけての話」 「ゲストによるスタジオライブ」(ゲスト： MindaRyn) (MindaRynと三田麻央 で Los! Los! Los!幼女戦記 ED を披露) 「オタ活報告会」                    |                                 |
| 27                              | 8月27日                         | 西山野園美                            |                                                                                                  | 「我ヲ開放シ二次元ニ解放セヨ」 「アニ愛でるLIVEにむけての話」 「ゲストによるスタジオライブ」(ゲスト： MindaRyn) (MindaRynと三田麻央 で Los! Los! Los!幼女戦記 ED を披露) 「オタ活報告会」                    |                                 |
| 27                              | 8月27日                         | 清水ひまわり                          |                                                                                                  | 「我ヲ開放シ二次元ニ解放セヨ」 「アニ愛でるLIVEにむけての話」 「ゲストによるスタジオライブ」(ゲスト： MindaRyn) (MindaRynと三田麻央 で Los! Los! Los!幼女戦記 ED を披露) 「オタ活報告会」                    |                                 |
| 27                              | 8月27日                         | 橘莉子                                |                                                                                                  | 「我ヲ開放シ二次元ニ解放セヨ」 「アニ愛でるLIVEにむけての話」 「ゲストによるスタジオライブ」(ゲスト： MindaRyn) (MindaRynと三田麻央 で Los! Los! Los!幼女戦記 ED を披露) 「オタ活報告会」                    |                                 |
| 27                              | 8月27日                         | 青山ひかる                            |                                                                                                  | 「我ヲ開放シ二次元ニ解放セヨ」 「アニ愛でるLIVEにむけての話」 「ゲストによるスタジオライブ」(ゲスト： MindaRyn) (MindaRynと三田麻央 で Los! Los! Los!幼女戦記 ED を披露) 「オタ活報告会」                    |                                 |
| 27                              | 8月27日                         | ami                                   |                                                                                                  | 「我ヲ開放シ二次元ニ解放セヨ」 「アニ愛でるLIVEにむけての話」 「ゲストによるスタジオライブ」(ゲスト： MindaRyn) (MindaRynと三田麻央 で Los! Los! Los!幼女戦記 ED を披露) 「オタ活報告会」                    |                                 |
| 27                              | 8月27日                         | 篠崎こころ                            |                                                                                                  | 「我ヲ開放シ二次元ニ解放セヨ」 「アニ愛でるLIVEにむけての話」 「ゲストによるスタジオライブ」(ゲスト： MindaRyn) (MindaRynと三田麻央 で Los! Los! Los!幼女戦記 ED を披露) 「オタ活報告会」                    |                                 |
| 27                              | 8月27日                         | 火将ロシエル                          |                                                                                                  | 「我ヲ開放シ二次元ニ解放セヨ」 「アニ愛でるLIVEにむけての話」 「ゲストによるスタジオライブ」(ゲスト： MindaRyn) (MindaRynと三田麻央 で Los! Los! Los!幼女戦記 ED を披露) 「オタ活報告会」                    |                                 |
| 27                              | 8月27日                         | 空野青空                              |                                                                                                  | 「我ヲ開放シ二次元ニ解放セヨ」 「アニ愛でるLIVEにむけての話」 「ゲストによるスタジオライブ」(ゲスト： MindaRyn) (MindaRynと三田麻央 で Los! Los! Los!幼女戦記 ED を披露) 「オタ活報告会」                    |                                 |
| 27                              | 8月27日                         | 高橋えのぐ                            |                                                                                                  | 「我ヲ開放シ二次元ニ解放セヨ」 「アニ愛でるLIVEにむけての話」 「ゲストによるスタジオライブ」(ゲスト： MindaRyn) (MindaRynと三田麻央 で Los! Los! Los!幼女戦記 ED を披露) 「オタ活報告会」                    |                                 |
| 28                              | 9月24日                         | 井尻晏菜                              | Fate/Grand Order THE STAGE-絶対魔獣戦線バビロニア-                                               | 「我ヲ開放シ二次元ニ解放セヨ」 「10月まで待てない！2019年秋アニメ」 |                                 |
| 28                              | 9月24日                         | 三田麻央                              | 星合の空                                                                                         | 「我ヲ開放シ二次元ニ解放セヨ」 「10月まで待てない！2019年秋アニメ」 |                                 |
| 28                              | 9月24日                         | 西山野園美                            | 七つの大罪                                                                                       | 「我ヲ開放シ二次元ニ解放セヨ」 「10月まで待てない！2019年秋アニメ」 |                                 |
| 28                              | 9月24日                         | 清水ひまわり                          | 超人高校生たちは異世界でも余裕で生き抜くようです!                                                | 「我ヲ開放シ二次元ニ解放セヨ」 「10月まで待てない！2019年秋アニメ」 |                                 |
| 28                              | 9月24日                         | 橘莉子                                | Z/X Code reunion                                                                                 | 「我ヲ開放シ二次元ニ解放セヨ」 「10月まで待てない！2019年秋アニメ」 |                                 |
| 28                              | 9月24日                         | 青山ひかる                            | アズールレーン                                                                                   | 「我ヲ開放シ二次元ニ解放セヨ」 「10月まで待てない！2019年秋アニメ」 |                                 |
| 28                              | 9月24日                         | 火将ロシエル                          | 七つの大罪                                                                                       | 「我ヲ開放シ二次元ニ解放セヨ」 「10月まで待てない！2019年秋アニメ」 |                                 |
| 28                              | 9月24日                         | 空野青空                              | アフリカのサラリーマン                                                                           | 「我ヲ開放シ二次元ニ解放セヨ」 「10月まで待てない！2019年秋アニメ」 |                                 |
| 28                              | 9月24日                         | 高橋えのぐ                            |                                                                                                  | 「我ヲ開放シ二次元ニ解放セヨ」 「10月まで待てない！2019年秋アニメ」 |                                 |
| 29                              | 10月29日                        | 井尻晏菜                              | エチェ                                                                                           | 「ハロウィン特別企画！二次元仮装パーティー」 …「我ヲ開放シ二次元ニ解放セヨ」のキャラに仮装！(衣装協力：Ozz On Japan) 「幅広く近況報告会！」                                                                  |                                 |
| 29                              | 10月29日                        | 三田麻央                              | ナデル                                                                                           | 「ハロウィン特別企画！二次元仮装パーティー」 …「我ヲ開放シ二次元ニ解放セヨ」のキャラに仮装！(衣装協力：Ozz On Japan) 「幅広く近況報告会！」                                                                  |                                 |
| 29                              | 10月29日                        | 西山野園美                            | クロナ                                                                                           | 「ハロウィン特別企画！二次元仮装パーティー」 …「我ヲ開放シ二次元ニ解放セヨ」のキャラに仮装！(衣装協力：Ozz On Japan) 「幅広く近況報告会！」                                                                  |                                 |
| 29                              | 10月29日                        | 清水ひまわり                          | 翡翠                                                                                             | 「ハロウィン特別企画！二次元仮装パーティー」 …「我ヲ開放シ二次元ニ解放セヨ」のキャラに仮装！(衣装協力：Ozz On Japan) 「幅広く近況報告会！」                                                                  |                                 |
| 29                              | 10月29日                        | 青山ひかる                            | ライ                                                                                             | 「ハロウィン特別企画！二次元仮装パーティー」 …「我ヲ開放シ二次元ニ解放セヨ」のキャラに仮装！(衣装協力：Ozz On Japan) 「幅広く近況報告会！」                                                                  |                                 |
| 29                              | 10月29日                        | ami                                   | スイ                                                                                             | 「ハロウィン特別企画！二次元仮装パーティー」 …「我ヲ開放シ二次元ニ解放セヨ」のキャラに仮装！(衣装協力：Ozz On Japan) 「幅広く近況報告会！」                                                                  |                                 |
| 29                              | 10月29日                        | 篠崎こころ                            | アデル                                                                                           | 「ハロウィン特別企画！二次元仮装パーティー」 …「我ヲ開放シ二次元ニ解放セヨ」のキャラに仮装！(衣装協力：Ozz On Japan) 「幅広く近況報告会！」                                                                  |                                 |
| 29                              | 10月29日                        | 火将ロシエル                          | アキエム・ルーネ                                                                                 | 「ハロウィン特別企画！二次元仮装パーティー」 …「我ヲ開放シ二次元ニ解放セヨ」のキャラに仮装！(衣装協力：Ozz On Japan) 「幅広く近況報告会！」                                                                  |                                 |
| 29                              | 10月29日                        | 空野青空                              | 天地つばさ                                                                                       | 「ハロウィン特別企画！二次元仮装パーティー」 …「我ヲ開放シ二次元ニ解放セヨ」のキャラに仮装！(衣装協力：Ozz On Japan) 「幅広く近況報告会！」                                                                  |                                 |
| 29                              | 10月29日                        | 高橋えのぐ                            | 一つ目ウサギ(アキエムの相棒)                                                                     | 「ハロウィン特別企画！二次元仮装パーティー」 …「我ヲ開放シ二次元ニ解放セヨ」のキャラに仮装！(衣装協力：Ozz On Japan) 「幅広く近況報告会！」                                                                  |                                 |
| 30                              | 11月26日                        | 井尻晏菜                              |                                                                                                  | 「我ヲ開放シ二次元ニ解放セヨ」 「想い出振り返り」 「東京コミコン内アニ愛でるLIVEの報告」 「ゲスト： 暁月凛」                                                                                                 |                                 |
| 30                              | 11月26日                        | 三田麻央                              |                                                                                                  | 「我ヲ開放シ二次元ニ解放セヨ」 「想い出振り返り」 「東京コミコン内アニ愛でるLIVEの報告」 「ゲスト： 暁月凛」                                                                                                 |                                 |
| 30                              | 11月26日                        | 西山野園美                            |                                                                                                  | 「我ヲ開放シ二次元ニ解放セヨ」 「想い出振り返り」 「東京コミコン内アニ愛でるLIVEの報告」 「ゲスト： 暁月凛」                                                                                                 |                                 |
| 30                              | 11月26日                        | 橘莉子                                |                                                                                                  | 「我ヲ開放シ二次元ニ解放セヨ」 「想い出振り返り」 「東京コミコン内アニ愛でるLIVEの報告」 「ゲスト： 暁月凛」                                                                                                 |                                 |
| 30                              | 11月26日                        | 清水ひまわり                          |                                                                                                  | 「我ヲ開放シ二次元ニ解放セヨ」 「想い出振り返り」 「東京コミコン内アニ愛でるLIVEの報告」 「ゲスト： 暁月凛」                                                                                                 |                                 |
| 30                              | 11月26日                        | 青山ひかる                            |                                                                                                  | 「我ヲ開放シ二次元ニ解放セヨ」 「想い出振り返り」 「東京コミコン内アニ愛でるLIVEの報告」 「ゲスト： 暁月凛」                                                                                                 |                                 |
| 30                              | 11月26日                        | 篠崎こころ                            |                                                                                                  | 「我ヲ開放シ二次元ニ解放セヨ」 「想い出振り返り」 「東京コミコン内アニ愛でるLIVEの報告」 「ゲスト： 暁月凛」                                                                                                 |                                 |
| 30                              | 11月26日                        | 火将ロシエル                          |                                                                                                  | 「我ヲ開放シ二次元ニ解放セヨ」 「想い出振り返り」 「東京コミコン内アニ愛でるLIVEの報告」 「ゲスト： 暁月凛」                                                                                                 |                                 |
| 30                              | 11月26日                        | 空野青空                              |                                                                                                  | 「我ヲ開放シ二次元ニ解放セヨ」 「想い出振り返り」 「東京コミコン内アニ愛でるLIVEの報告」 「ゲスト： 暁月凛」                                                                                                 |                                 |
| 30                              | 11月26日                        | 高橋えのぐ                            |                                                                                                  | 「我ヲ開放シ二次元ニ解放セヨ」 「想い出振り返り」 「東京コミコン内アニ愛でるLIVEの報告」 「ゲスト： 暁月凛」                                                                                                 |                                 |

### 月刊 アニ愛でるTV! Plus (2019年)
| 20 | 1月29日  | 井尻晏菜 三田麻央 一ノ瀬みか 橘莉子 西山野園美 青山ひかる ami 高橋えのぐ                                    | 発掘ヲタドルメンバー (火将ロシエル)                                     |
| 21 | 2月26日  | 井尻晏菜 橘莉子 清水ひまわり 西山野園美 高橋えのぐ 篠崎こころ 火将ロシエル 岡田夢以(転校少女)               | 発掘ヲタドルメンバー (奈胡みみ)                                         |
| 22 | 3月26日  | 井尻晏菜 三田麻央 清水ひまわり 西山野園美 青山ひかる 高橋えのぐ 池田彩                                      | 発掘ヲタドルメンバー (星野李奈、山吹りょう(エルフリーデ))               |
| 23 | 4月23日  | 井尻晏菜 三田麻央 一ノ瀬みか 清水ひまわり 西山野園美 青山ひかる ami 高橋えのぐ                              | 発掘アニ愛でる新入部員(篠崎こころ)                                      |
| 24 | 5月28日  | 井尻晏菜 三田麻央 清水ひまわり 橘莉子 西山野園美 ami 高橋えのぐ                                             | 発掘アニ愛でる新入部員 (有沢美亜(Jewel☆Rouge)、里仲菜月(Task have Fun)) |
| 25 | 6月25日  | 井尻晏菜 三田麻央 清水ひまわり 橘莉子 西山野園美 青山ひかる ami 高橋えのぐ                                  | 発掘アニ愛でる新入部員 (篠崎こころ、空野青空)                           |
| 26 | 7月30日  | 井尻晏菜 三田麻央 清水ひまわり 橘莉子 西山野園美 青山ひかる 高橋えのぐ 篠崎こころ 空野青空 火将ロシエル     | 発掘アニ愛でる新入部員 (池田菜々)                                       |
| 27 | 8月27日  | 井尻晏菜 三田麻央 清水ひまわり 橘莉子 ami 西山野園美 青山ひかる 高橋えのぐ 篠崎こころ 空野青空 火将ロシエル | アニソンカラオケライブ                                                  |
| 28 | 9月24日  | 井尻晏菜 三田麻央 清水ひまわり 橘莉子 西山野園美 青山ひかる 高橋えのぐ 篠崎こころ 空野青空                  | 発掘アニ愛でる新入部員 (音羽かのん 鈴音ひとみ)                          |
| 29 | 10月29日 | 井尻晏菜 三田麻央 清水ひまわり 橘莉子 ami 西山野園美 青山ひかる 高橋えのぐ 篠崎こころ 空野青空 火将ロシエル | 発掘アニ愛でる新入部員 (SARAH)                                          |
| 30 | 11月26日 | 井尻晏菜 三田麻央 清水ひまわり 橘莉子 西山野園美 青山ひかる 高橋えのぐ 篠崎こころ 空野青空 火将ロシエル     | 発掘アニ愛でる新入部員 (暁月凛)                                         |

### アニ愛でるRadio (Himalaya) (2018年)
2018年2月よりHimalayaで配信開始(番組配信サイト)。フリートークで約10分前後の番組である。
特別なコーナーは無いが、次回の出演者に向けた無茶振りが恒例となっている。
| 「アニ愛でるRadio」配信日程 | 「アニ愛でるRadio」配信日程 | 「アニ愛でるRadio」配信日程 | 「アニ愛でるRadio」配信日程 | 「アニ愛でるRadio」配信日程                  |
| 回                          | 配信日                      | 配信日                      | 出演メンバー                | 前回からの無茶プリ                           |
| --------------------------- | --------------------------- | --------------------------- | --------------------------- | -------------------------------------------- |
| 1                           | 2018年2月23日               | 金                          | 井尻、西山                  | 初回のため無し                               |
| 2                           | 2018年2月28日               | 水                          | 井尻、一ノ瀬                | (西山 → 一ノ瀬) ドスの利いた声で             |
| 3                           | 2018年3月2日                | 金                          | 一ノ瀬、橘                  |                                              |
| 4                           | 2018年3月5日                | 月                          | 西山、一ノ瀬                | (橘→西山) ぶりっこ口調で                     |
| 5                           | 2018年3月9日                | 金                          | 西山、橘                    | (一ノ瀬→橘) すべての語尾に「にゃん」をつけて |
| 6                           | 2018年3月12日               | 月                          | 井尻、橘                    | (西山→井尻) キレキャラで                     |
| 7                           | 2018年3月16日               | 金                          | 三田、青山                  | (井尻→青山) 語尾ぴょんで                     |
| 8                           | 2018年3月19日               | 月                          | 一ノ瀬、清水                | (青山→清水) 語尾に「ねぇ、お兄ちゃん」       |
| 9                           | 2018年3月21日               | 水                          | 一ノ瀬、ami                 | (清水→ami) 自分を「あみちゃん」              |
| 10                          | 2018年3月23日               | 金                          | 橘、ami                     |                                              |
| 11                          | 2018年3月24日               | 土                          | 井尻、三田                  |                                              |
| 12                          | 2018年3月26日               | 月                          | 西山、青山                  | (三田→二人) OPとEDを5歳児で                  |
| 13                          | 2018年3月28日               | 水                          | 橘、清水                    |                                              |
| 14                          | 2018年3月31日               | 土                          | 三田、ami                   |                                              |
| 15                          | 2018年3月31日               | 土                          | 青山、清水                  |                                              |
| 16                          | 2018年3月31日               | 土                          | 三田、青山                  |                                              |
| 17                          | 2018年3月31日               | 土                          | 清水、ami                   |                                              |
| 18                          | 2018年4月2日                | 月                          | 井尻、一ノ瀬                |                                              |
| 19                          | 2018年4月7日                | 土                          | 西山、ami                   | (井尻→西山)人生での黒いエピソード            |
| 20                          | 2018年4月10日               | 火                          | 西山、清水                  | (西山→清水)デュフデュフ                      |
| 21                          | 2018年4月14日               | 土                          | 青山、ami                   |                                              |
| 22                          | 2018年4月20日               | 金                          | 橘、青山                    |                                              |
| 23                          | 2018年6月13日               | 水                          | 三田、ami                   |                                              |
| 24                          | 2018年6月14日               | 木                          | 西山、青山                  |                                              |
| 25                          | 2018年6月15日               | 金                          | 橘、青山                    |                                              |
| 26                          | 2018年6月16日               | 土                          | 西山、橘                    |                                              |
| 27                          | 2018年6月17日               | 日                          | 井尻、清水                  |                                              |
| 28                          | 2018年6月28日               | 木                          | 三田、青山                  |                                              |
| 29                          | 2018年6月29日               | 金                          | 橘、ami                     |                                              |
| 30                          | 2018年6月30日               | 土                          | 井尻、西山                  |                                              |

### アニ愛でるラジオ (Youtube) (2018年)
2018年9月よりKawaiianTV(Youtube)で配信開始。
| 「アニ愛でるラジオ」配信日程 | 「アニ愛でるラジオ」配信日程 | 「アニ愛でるラジオ」配信日程               | 「アニ愛でるラジオ」配信日程             | 「アニ愛でるラジオ」配信日程 |
| 回                           | 配信日                       | 出演メンバー                               | サブタイトル                             |                              |
| ---------------------------- | ---------------------------- | ------------------------------------------ | ---------------------------------------- | ---------------------------- |
| 1                            | 2018年09月25日               | 三田麻央、西山野園美                       | ヒプノシスマイクって知ってますか?        |                              |
| 2                            | 2018年10月02日               | 三田麻央、青山ひかる                       | 確かにその場にいた！アイドリッシュセブン |                              |
| 3                            | 2018年10月09日               | 井尻晏菜、西山野園美                       | 黒執事、読むなら今！                     |                              |
| 4                            | 2018年10月30日               | 井尻晏菜、一ノ瀬みか                       | ヲタクってフットワークが軽い?            |                              |
| 5                            | 2018年11月06日               | 一ノ瀬みか、ami                            | やっと渡せたタイのお土産って？           |                              |
| 6                            | 2018年11月13日               | 橘莉子、清水ひまわり                       | ラッパーひまわり登場!?                   |                              |
| 7                            | 2018年12月04日               | 三田麻央、橘莉子                           | 陰キャ?まおきゅん!                       |                              |
| 8                            | 2018年12月11日               | 西山野園美、清水ひまわり                   | うしおととらさん？って誰？               |                              |
| 9                            | 2018年12月18日               | 橘莉子、ami                                | amiのPixivの履歴とは!?                   |                              |
| 10                           | 2019年01月09日               | 井尻晏菜、青山ひかる                       | 電波にのせられない！あんたんの事情!?     |                              |
| 11                           | 2019年01月15日               | 清水ひまわり、一ノ瀬みか                   | ずぶ沼にはまった、ひまの履歴!?           |                              |
| 12                           | 2019年01月22日               | 青山ひかる、ami                            | あおみん腐らず!?                         |                              |
| 13                           | 2019年02月18日               | 青山ひかる、清水ひまわり、西山野園美       | 野園美のヤバイ写真大公開！(公開録音)     |                              |
| 14                           | 2019年02月26日               | 井尻晏菜、三田麻央                         | オタクババァ、愛の告白!?(公開録音)       |                              |
| 15                           | 2019年03月05日               | 一ノ瀬みか、ami、橘莉子                    | おにぃちゃん!長女だけど!?(公開録音)      |                              |
| 16                           | 2019年03月26日               | 井尻晏菜、橘莉子                           | 絵しりとりのリアルとかわいいあんたん     |                              |
| 17                           | 2019年04月02日               | 西山野園美、清水ひまわり                   | 思春期の○○本事情。。。                   |                              |
| 18                           | 2019年04月09日               | 井尻晏菜、橘莉子、西山野園美、清水ひまわり | キラヤバ!?ついに最終回!?                 |                              |